# Haemaphysalis nepalensis
Haemaphysalis nepalensis är en fästingart som beskrevs av Harry Hoogstraal 1962. Haemaphysalis nepalensis ingår i släktet Haemaphysalis och familjen hårda fästingar. Inga underarter finns listade i Catalogue of Life.